# Ficus coronaria
Ficus coronaria là một loài thực vật có hoa trong họ Moraceae. Loài này được King mô tả khoa học đầu tiên.